# Dal
För andra betydelser, se Dal (olika betydelser).

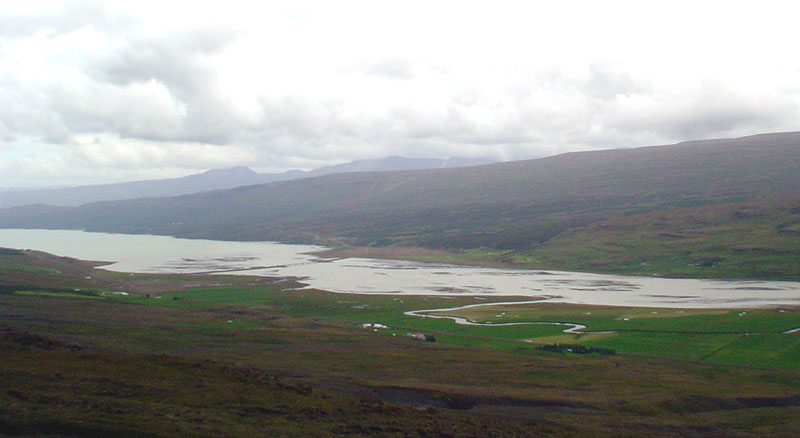
Fljótsdalur i regionen Austurland på östra Island.

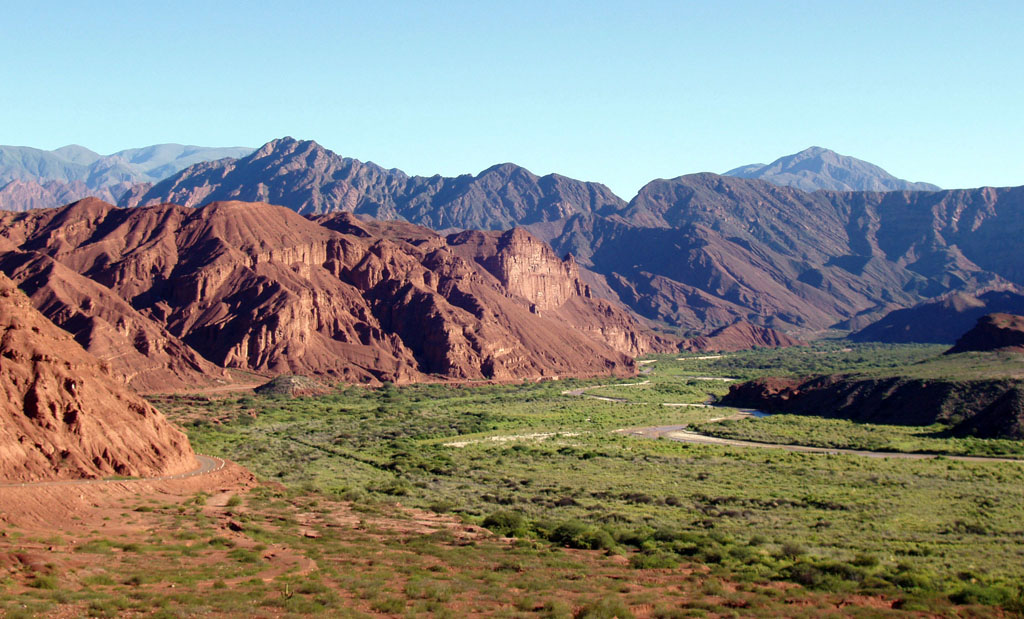
Valles Calchaquíes, nordöstra Argentina.

Dal eller dalgång är en långsträckt fördjupning i jordytan, som är begränsad av höjder, bergväggar eller jordtäckta sluttningar. Dalen har en någorlunda rätlinjig utsträckning i en viss riktning men kan göra böjningar åt än det ena, än det andra väderstrecket.
En liten dal kallas däld.

## Typer

### Erosionsdal
Erosionsdalar är den ojämförligt vanligaste typen av dalar. De har uppstått huvudsakligen som resultat av krafterna i rinnande vatten. Ibland har även vittring och is-erosion bidragit till att de bildats. Erosionsdalarna benämns också floddalar eller älvdalar och på deras botten flyter oftast ett större eller mindre vattendrag, en å, älv eller flod. Man skiljer mellan erosionsdalar och sprickdalar på grund av hur de har bildats.
De flesta större floddalar började skapas långt före istiden, till exempel de norrländska älvdalarna. Dessa är erosionsdalar från prekvartär tid, det vill säga för mer än 2,6 miljoner år sedan. De bildades och formades i huvudsak av den landyta som uppkom, när det skandinaviska området höjdes ur silurtidens hav. Dessa väldiga dalgångar kan vara flera hundra kilometer långa och upp till 4–5 km breda. I några av de största dalgångarna i Sverige flyter Lule älv, Ångermanälven och Indalsälven. Dalbottnarna består ofta av stora mängder sand- och leravlagringar, som samlats där vid en nedsänkning under kvartärtidens hav. Genom utfyllningarna har den nuvarande älven skurit sig en djup fåra med branta, ibland nästan lodräta, stränder som många gånger kan vara mera än 30 m höga.
Under istiden blev de gamla flodbäddarna på flera håll fyllda av moränmaterial och andra lösa jordavlagringar, så att älvarna efter det ofta tvingats ta sig delvis andra sträckningar vid sidan av den ursprungliga fåran. Detta är antagligen orsaken till att Klarälven nedanför Uddeholm tar en västligare riktning från sin gamla fåra, som antagligen gått fram till Kristinehamn. Sannolikt går också Dalälven, från trakten av Krylbo till mynningen, utanför den gamla fåran, som troligen sträckt sig ned till Mälaren. 
En särskild sorts erosionsdalar är de så kallade genombrottsdalarna. Det är dalar vars floder först flyter fram i ett jämförelsevis låglänt område för att sedan, på ett sätt som kan verka omotiverat, genomskär mera höglänta områden.

### Floddal (Älvdal)
Floddalar eller älvdalar kallas dalar skapade genom eroderingen från en genomrinnande flod eller älv, vilken än ännu kan rinna genom dalen, alternativt en dal som har en genomrinnande flod, varesig den bidrog till dalens skapande eller inte.
Floddalarnas bredd och djup kan vara mycket olika, både i olika delar av en och samma dal och i olika dalar över hela jorden. Skillnaden mellan huvuddalar och bidalar är samma som mellan huvudfloder och bifloder.

### Kitteldal
Kitteldalar kallas runda dalar som är omgivna av berg på alla sidor då formen påminner om en kittel. Oftast har de uppkommit genom att det inre av en vulkan sjunkit ihop.

### Riftdal
Riftdalar kallas en storskalig och långsträckt gravsänka som uppstått genom avvikande tektoniska rörelser eller utsträckning av jordskorpan. Ofta rör det sig om två tektoniska plattor som rör sig från varandra.

### Sprickdal
Sprickdalar kallas dalar som bildas utifrån erosion av sprickor i berggrunden så att små platåblock eller åsar hamnar mellan dalarna.
Man skiljer mellan erosionsdalar och sprickdalar på grund av hur de har bildats.

### Tunneldal
Tunneldalar är stora, långa utformade dalgångar som bildats under glaciärisen nära inlandsisarnas kant som den som nu täcker Antarktis och tidigare täckte delar av alla kontinenter under tidigare glaciala tidsåldrar.

### Tvärdal
Tvärdalar kallar man sådana jämförelsevis korta dalar, som går tvärs igenom ett högre parti mellan två mer eller mindre parallella dalar.

### U-dal (trågdal)
U-dalar eller trågdalar är en dalgång med U-format tvärsnitt. Ofta en bred dalgång med jämn botten, u-dalar bildas av glaciärer som vidgar befintliga V-dalar eller när flera glaciärer tar sig nedför bergssluttningar. När glaciären smälter lämnar den, på botten av U-dalen, alla de stenar och det grus den tidigare plockat upp och transporterat inom sig.
Inte sällan har U-dalar olika branta sidor, då erosionen har skett osymmetriskt eller då olika bergarter på sidorna kan vara olika motståndskraftiga.

### V-dal (skårdal)
V-dalar eller skårdalar är en dalgång med V-format tvärsnitt och har skapats av strömmande vatten. De påträffas i unga flodlopp samt i floders övre delar där strömhastigheten är kraftig och erosionen därmed påtaglig.[1] Nedfallande material från dalsidorna forslas bort av vattnet och dalgången blir djupare så länge vattenströmmen är tillräckligt stark.